# Ferrocarril de Bahía a São Francisco
El Ferrocarril de Bahía a São Francisco (EFBSF) fue un ferrocarril que conectó la ciudad de Salvador con Alagoinhas. El ferrocarril fue planeado por políticos y miembros de la Junta de la Plantación, siendo el primero en ser construido en Bahía y el quinto en Brasil.

## Historia
Con la promulgación del Decreto Imperial nº 641, de 26 de junio de 1852, los miembros de la Junta de la Plantación enviaron un documento solicitando a la Presidencia de la Provincia de Bahía la concesión para la construcción de un ferrocarril que uniese Salvador a Juazeiro. La Junta de la Plantación fue premiada con la concesión, pero no aportó capital suficiente para el proyecto. Tal hecho motivó la transferencia de la concesión a Joaquim Francisco Alves Branco Muniz Barreto, conforme al Decreto Imperial nº 1.299, de 19 de diciembre de 1853. Por tratarse de un proyecto de conocimiento técnico y costoso, Joaquim Francisco Alves Branco Muniz Barreto fue convencido por los políticos de la necesidad de transferir la concesión a inversores ingleses. En Londres, fue organizada la empresa que recibió el nombre de Bahia and San Francisco Railway Company a la cual Joaquim Francisco Alves Branco Muniz Barreto vendió todos sus derechos de concesión, siendo aprobada la transferencia y el estatuto por el Gobierno Brasileño en los términos de los Decretos Imperiales n.º 1.614, de 9 de junio de 1855 y el n.º 1.615, de 9 de junio de 1855.
Inicialmente el capital social fue fijado en 1,8 millones de libras esterlinas, dividido en noventa mil acciones de veinte libras esterlinas cada una, de las cuales cinco mil acciones serían negociadas en Brasil. El entorno de la obra fue instalado en 1858, en el actual barrio metropolitano de Calçada, siendo iniciados los trabajos el 1 de septiembre de 1859. La primera sección fue inaugurada el 28 de junio de 1860, entre Jequitaia y Aratu. La segunda sección fue inaugurada el 10 de septiembre de 1860, entre Aratu y el Río Joanes. La tercera sección fue inaugurada el 10 de  septiembre de 1861, entre el Río Joanes y Feria Velha, actual Días d'Ávila. La cuarta sección fue inaugurada el 4 de agosto de 1862, entre Feria Velha y Pitanga, región de Bosque de São João. La quinta y última sección fue inaugurada el 13 de febrero de 1863, uniendo Pitanga a Alagoinhas, totalizando 123.340 kilómetros.
La compañía con la inauguración de la Estación de Alagoinhas, el 13 de febrero de 1863, cumplía con la construcción de las veinte primeras leguas establecidas en los contratos, haciendo expirar la garantía de reparto de beneficios del 7% acordado con el Gobierno Imperial y la Provincia de Bahía. Al no persistir más tal garantía, los ingleses desistieron de construir la sección entre Alagoinhas y Juazeiro. Con la entrada en vigor de la Ley n.º 652, de 23 de noviembre de 1899, y de la Ley n.º 746, de 29 de diciembre de 1900, la Vía de Ferrocarril de Bahía a São Francisco fue rescatada y arrendada a los ingenieros Jerônimo Teixeira de Alencar Faria y Austricliano de Carvalho. Más tarde, fue transferida a Teive Argolo & Cia. y, en 1909, a la Compañía de Tráfico General de Bahía. En 1911, pasó a ser administrada por la empresa franco-belga Compagnie des Chemins de Fer Fédéraux de l'Est Brésilien. Finalmente se produce la expropiación de la vía de ferrocarril de Bahía a São Francisco en 1935, por determinación del presidente Getúlio Vargas, siendo transferido el patrimonio al Tráfico Férreo Federal del Este Brasileño S/A (VFFLB).